# 日置市消防本部
日置市消防本部（ひおきししょうぼうほんぶ）は、鹿児島県日置市の消防部局（消防本部）。管轄区域は日置市全域。

## 概要
- 消防本部：鹿児島県日置市伊集院町徳重一丁目10番地10
- 管内面積：253.06km2
- 職員数：75人
- 消防署1カ所、分遣所2カ所

### 主力機械
2015年4月1日現在
- 消防ポンプ自動車：1
- 水槽付消防ポンプ自動車：3
- 小型動力ポンプ積載車：1
- 救助工作車：1
- 指揮車：1
- 救急車：4
- その他：3

## 沿革
- 1982年10月1日　日置郡伊集院町・市来町・東市来町・松元町・郡山町・日吉町及び吹上町の7町による日置地区消防組合消防本部・消防署・南部分遣所・北部分遣所が業務を開始する。
- 2004年10月31日　松元町及び郡元町が鹿児島市に編入合併されることに伴い、消防組合から離脱する。
- 2005年
  - 5月1日　伊集院町・東市来町・日吉町及び吹上町が合併し日置市が発足する。
  - 10月10日　市来町が串木野市と合併しいちき串木野市が発足することに伴い、日置地区消防消防組合は解散する。市来町に所在する北部分遣所庁舎・車両を市来町へ財産分与する。
  - 10月11日　日置市消防本部が業務を開始する。日置市東市来町内に北分遣所を仮設するとともに、南部分遣所を南分遣所に改称する。旧・北部分遣所はいちき串木野市消防本部いちき串木野市消防署いちき分遣所となる。
- 2006年4月1日　北分遣所が仮設庁舎から東市来支所庁舎内の新設庁舎に移転する。

## 組織
- 本部 - 総務課、警防課
- 消防署

## 消防署
| 消防署       | 住所                       | 分遣所                                                                   |
| ------------ | -------------------------- | ------------------------------------------------------------------------ |
| 日置市消防署 | 伊集院町徳重一丁目10番地10 | 北：東市来町長里87番地1（日置市役所東市来支所内） 南：吹上町永吉3779番地 |